# Iris (mineral)
För andra betydelser, se Iris.

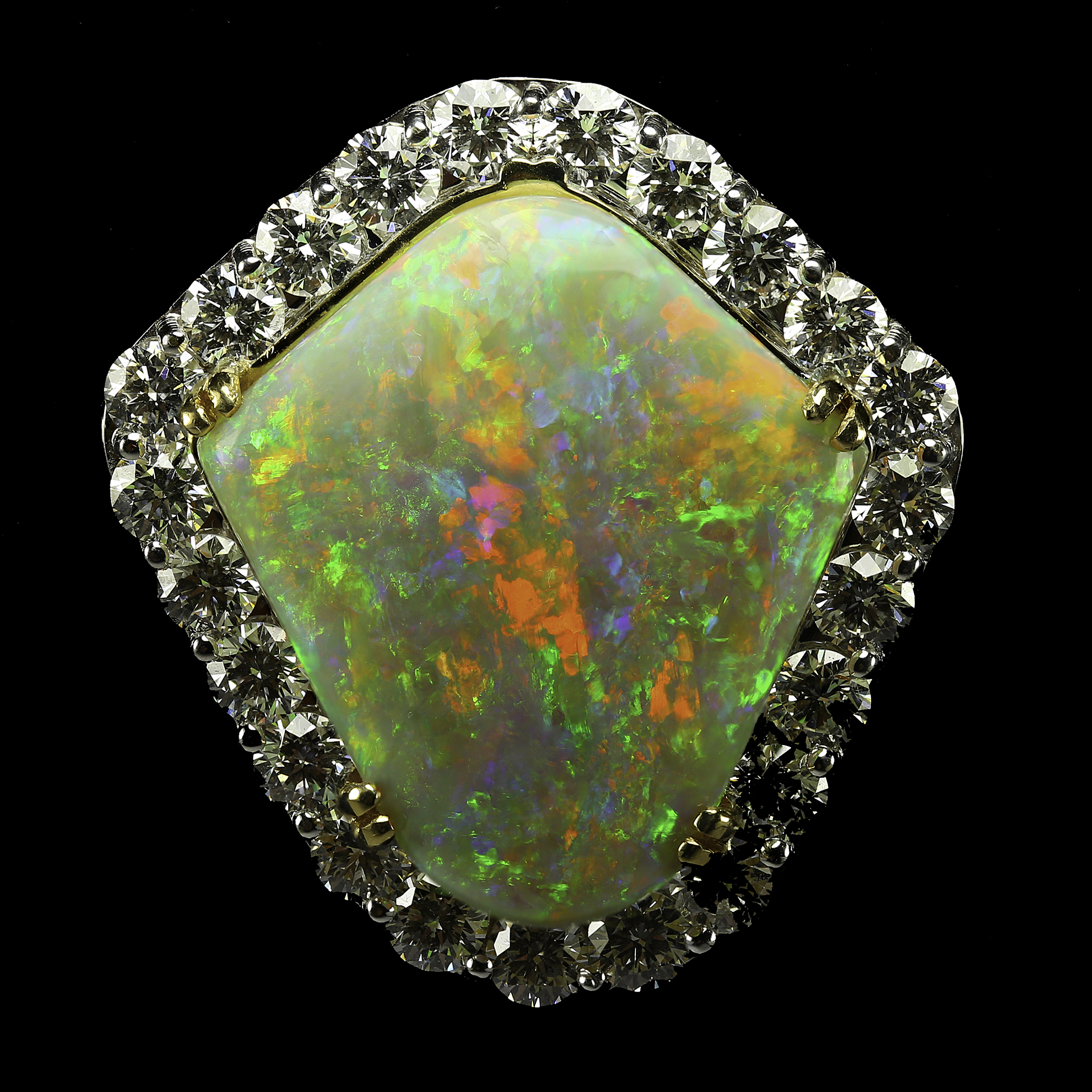

Iris, eller regnbågskvarts, är en variant av bergkristall, som har ett iridiserande färgspel i alla regnbågens färger, eftersom den har ytterst fina och tätt liggande sprickor.
Imiterad iris får man antingen genom att försiktigt slå på en vanlig bergkristall med en hammare eller genom att en slipad bergkristall kraftigt hettas upp och därefter hastigt kyls av. I båda fallen uppstår fina sprickor i stenen. Den kan även därefter färgas genom att doppa den i färgande vätska, som tränger in i de mikroskopiska sprickorna och åstadkommer olika färgnyanser hos stenen.